# 普什圖芝士
普什圖芝士（Kadchgall），是一種居住於巴基斯坦和阿富汗的普什圖人製作的圓柱硬乾酪。芝士嘗起來很甜又帶有鹹味，使用羊乳加上酸奶作為原料風味更佳，羊乳也可用駱駝奶代替。外觀通常呈淡黃色及白色，口感富有彈性。